# 国民
国民（こくみん、英: national）とは、国家を構成する人民のことである。
「国に属する個々の人間」を指す場合と、「国に対応する社会集団全体」を指す場合とがある。国によっては議員のみの状態を表す単語でもある。共産主義的なニュアンスを嫌悪するなどの理由で「人民」(people)（じんみん）の言い換えとして用いられることも多いが、外国人を含むかどうかなど意味合いも変わるため、「国民」ではなく「人々」などと言い換える場合もある。ネーションも参照されたい。

## 国籍を持つ人 (nationals)
個々の人間を指す場合、国民とはある特定の国において、その国の国籍を持つ者をいう。国民と対比して、その国の国籍をもたない者を外国人という。
近代に成立した国民国家では、第二次世界大戦後、国内では人種・性別等による格差を是正し法の下の平等を確保しようとする一方で、出入国管理を厳格化するなど外国人を排除し国民との差を明確にする動きが進展した。定住外国人はしばしばこの狭間に置かれる存在である。

## 政治共同体 (nation)
何らかの共通属性を根拠にしてまとまった広域の政治的共同体を、集合的に国民と呼ぶこともある。国民は、居住する地理範囲に一つの国家を形成することが予定される。そのような条件を満たす国家を、国民国家と呼ぶ。この意味での国民は、民族と重なる例が多いが、言語・文化に基づかない国民もあるため、完全に同等というわけではない。
国民が持つとされる属性は、文化・言語・宗教・歴史経験など国によって基準が異なる。また、どのような基準をとっても国内外にそこから外れる人がでてくる。そのような逸脱に対しては、同化・排斥・追放などの動きが生じる場合がある。
国民は、共通属性の産物ではなく、政治の産物である。国民の擁護者が出現し、その宣伝や教育が成功して、人々が自らを宣伝された区分での国民であると自覚したときに、国民が生まれる。ベネディクト・アンダーソンは以上のように説き、国民を「想像の共同体」と規定した。実際に、共通属性を持つ集団が国民意識を生まないことは非常に多く、スイスの例のように共通属性がないところに国民意識が生まれることも稀にある。
デイヴィッド・ミラーは、ナショナリティ（国民意識）はナショナル・アイデンティティとして、人間のアイデンティティの構成する重要な要素だという。ただし、他のアイデンティティを排除したり、特権的な位置にあるわけでも無いと注意している。また、ナショナリティにはネーション（同胞国民）という倫理共同体を作り、正義や分配といった規範を形成し、ある種の義務感を生じさせる機能がある。ナショナリティによって作り上げられたネーションは、共同で物事を決めていく政治の基本的な単位であるという。
一方で対内的には、国民という概念は政治を一部の特権者や有力者だけに関わるものとする考えを退ける。少なくとも観念的には、その範囲内のすべての人を身分、財産、能力等に関わらず政治共同体の中に含め、国家の行為をすべての人の共同行為とみなす。
それゆえ、国民という概念からは、ある共通属性から外れる人を排除し（場合によっては差別し）つつ、区切った範囲内においては人を平等化するという二重の作用が生まれる。このような国民を求める運動は、歴史的には、18世紀のヨーロッパで国民主義として始まり、20世紀には世界中に広まった。
最高法規である憲法において国民主権を定める国家において、国民は主権を有し、主に選挙権及び被選挙権を以って参政権を行使することができる。